# Mohamed Ryad Bouhamidi
Mohamed Ryad Bouhamidi (en arabe : محمد رياض بوحميدي), né le 8 mai 2002, est un nageur algérien.

## Carrière
Aux Jeux africains de la jeunesse de 2018 à Gaborone, Mohamed Ryad Bouhamidi est médaillé d'argent des 50 et 100 mètres dos ainsi que du relais 4 x 100 mètres quatre nages et médaillé de bronze du relais 4 x 100 mètres nage libre.
Mohamed Ryad Bouhamidi obtient la médaille d'or du 200 mètres dos aux Championnats d'Afrique de natation 2018 à Alger.